# Jacinto da Conceição
Bruder Jacinto da Conceição († 1761 oder 1762 in Portugiesisch-Timor) war ein Dominikanerpater in der Kolonie Portugiesisch-Timor im 18. Jahrhundert.
Als Gouverneur Manuel Correia de Lacerda 1751 im Amt starb, übernahmen Jacinto da Conceição und João da Hornay, der Führer der Topasse in einem Regierungsrat (Conselho Governativo) die Verwaltung der Kolonie, bis am 2. Mai der neue Gouverneur Manuel Doutel de Figueiredo Sarmento in der Kolonie eintraf.
Gouverneur Sebastião de Azevedo e Brito (1759 bis 1760) geriet in Konflikt mit den Dominikanern. Schließlich ließ Jacinto da Conceição den Gouverneur arrestieren und schob ihn 1760 nach Goa ab. Erneut übernahm ein Regierungsrat die Verwaltung, diesmal bis 1761 mit Jacinto da Conceição, Vicente Ferreira de Carvalho und Dom José, dem Liurai von Alas. Doch Jacinto da Conceição wurde 1761/62 von einem Mitverschwörer ermordet. Auch Dom José starb, so dass Carvalho eine Zeit lang allein regierte, bis 1762 ein neuer Regierungsrat von Bruder Francisco de Purificação und dem Topasse-Herrscher Francisco da Hornay III. gegründet wurde, der bis zur Ankunft des neuen Gouverneurs Dionísio Gonçalves Rebelo Galvão auf Timor regierte.